# Gekokujō juken
Gekokujō juken (下剋上受験?), noto anche con il titolo internazionale Grade a Reversal, è una serie televisiva giapponese del 2017.

## Trama
Shinichi e Kanako hanno una vita felice e si amano, tuttavia per motivi differenti non hanno mai potuto proseguire gli studi; a causa di ciò, hanno avuto problemi in ambito sia economico che lavorativo. I due decidono allora di puntare tutto sulla loro bambina, Kaori, rimettendosi a studiare con lei per fare in modo che la piccola abbia le possibilità che a loro sono mancate.